# Cryptocephalus nitidus
Cryptocephalus nitidus – gatunek chrząszcza z rodziny stonkowatych i podrodziny Cryptocephalinae.

## Taksonomia
Gatunek ten po raz pierwszy został opisany w 1758 roku przez Karola Linneusza jako Chrysomela nitida.

## Morfologia
Chrząszcz o walcowatym ciele długości od 3,5 do 5 mm. Wierzchnia strona ciała jest nieowłosiona. Spód ciała jest gęsto owłosiony i wyraźnie punktowany. Ubarwienie wierzchu ciała jest metalicznie czarne z połyskiem granatowym lub mosiężnym. Cienkie i nitkowate czułki mają pierwsze cztery do pięciu członów koloru czerwonawożółtego. U samca na głowie żółte są: para małych, wypukłych plamek przyocznych na czole, nadustek oraz policzki aż po nasady czułków. U samicy jedyną żółtą częścią głowy jest nadustek. U samca tylko przednie odnóża są żółtoczerwone, zaś pozostałe ciemnobrunatne lub czarne, podczas gdy u samicy wszystkie pary odnóży są żółte, co najwyżej z przyciemnionymi udami pary środkowej i tylnej. Silnie wypukłe przedplecze ma krawędzie przednią i boczne listewkowato obrzeżone. Jego powierzchnia jest błyszcząca, o punktowaniu bardzo drobnym, bardzo płytkim i niezbyt gęstym. Powierzchnię pokryw gęsto pokrywają niezbyt głębokie punkty, które miejscami, zwłaszcza przy szwie, układają się w nieregularne rządki podłużne.

## Ekologia i występowanie
Siedliskami tego owada są skraje lasów, poręby, śródleśne drogi. i okolice wód. Do jego roślin pokarmowych należą: wierzba iwa, leszczyny, dęby, brzozy i głogi. W polskich warunkach klimatycznych owady dorosłe są aktywne od maja do sierpnia.
Gatunek palearktyczny, znany z prawie całej Europy oprócz jej krańców południowych. Na północ przekracza koło podbiegunowe, a na wschód sięga za Ural. W Polsce jest rzadki, podawany z nielicznych stanowisk.